# Rudolf Kotormány
Rudolf Kotormány, né le 23 janvier 1911 en Autriche-Hongrie (aujourd'hui en Roumanie) et mort le 2 août 1983, était un footballeur international roumain qui évoluait en défense.

## Biographie
En club, il évolue durant toute sa carrière dans le championnat de Roumanie. En 1922, il commence avec l'équipe des jeunes du Fortuna Timișoara.
Il dispute son premier match professionnel le 11 septembre 1932 face au CFR Bucarest qui se solde par une défaite 3-2.
En 1946, il rejoint le CFR Timișoara, et joue son dernier match en division une le 10 novembre 1946 contre l'ITA Arad (défaite 6-2).
Avec l'équipe de Roumanie, il est sélectionné par les deux entraîneurs Josef Uridil et Costel Rădulescu pour participer à la coupe du monde 1934 en Italie. Lors de la compétition, la sélection est éliminée au 1er tour par l'équipe de Tchécoslovaquie sur un score de 2 buts à 1 en huitièmes-de-finale.